# Ghosia Bazar
Ghosia Bazar là một thị xã và là một nagar panchayat của quận Sant Ravidas Nagar thuộc bang Uttar Pradesh, Ấn Độ.

## Nhân khẩu
Theo điều tra dân số năm 2001 của Ấn Độ, Ghosia Bazar có dân số 15.778 người. Phái nam chiếm 53% tổng số dân và phái nữ chiếm 47%. Ghosia Bazar có tỷ lệ 38% biết đọc biết viết, thấp hơn tỷ lệ trung bình toàn quốc là 59,5%: tỷ lệ cho phái nam là 46%, và tỷ lệ cho phái nữ là 29%. Tại Ghosia Bazar, 20% dân số nhỏ hơn 6 tuổi.